# Cercosaura hypnoides
Cercosaura hypnoides – gatunek gada łuskonośnego z rodziny okularkowatych (Gymnophthalmidae), odkryty w Kolumbii w ramach akcji Living Amazon. Gad został odnaleziony w kolumbijskiej części Amazonii, w departamencie Meta, na skraju Kordyliery Wschodniej, na wysokości 1640 m n.p.m. Ponieważ od czasu, gdy znaleziono jajka, Cercosaura hypnoides nie został powtórnie zauważony, istnieje podejrzenie, że może być gatunkiem zagrożonym.